# Wahlkreis Newport West (House of Commons)
Der Wahlkreis Newport West war von 1983 bis 2024 ein Wahlkreis (englisch constituency) für die Wahl eines Abgeordneten des britischen Unterhauses (House of Commons).

## Ergebnisse

### Parlamentswahl 1983
| Kandidaten           | Kandidaten    | Parteien           | Stimmen | %    |
| -------------------- | ------------- | ------------------ | ------- | ---- |
|                      | Mark Robinson | Conservative Party | 15.948  | 38,0 |
|                      | Bryan Davies  | Labour Party       | 15.367  | 36,6 |
|                      | Whitney Jones | Liberal Party      | 10.163  | 24,2 |
|                      | Denis Watkins | Plaid Cymru        | 477     | 1,1  |
| Gesamt               | Gesamt        | Gesamt             | 41.955  | 100  |
|                      |               |                    |         |      |
| Quelle: UK Parlament |               |                    |         |      |

### Parlamentswahl 1987
| Kandidaten           | Kandidaten      | Parteien           | Stimmen | %    |
| -------------------- | --------------- | ------------------ | ------- | ---- |
|                      | Paul Flynn      | Labour Party       | 20.887  | 46,1 |
|                      | Mark Robinson   | Conservative Party | 18.179  | 40,1 |
|                      | Winston Roddick | Liberal Party      | 5.903   | 13,0 |
|                      | Digby Bevan     | Plaid Cymru        | 377     | 0,8  |
| Gesamt               | Gesamt          | Gesamt             | 45.346  | 100  |
|                      |                 |                    |         |      |
| Quelle: UK Parlament |                 |                    |         |      |

### Parlamentswahl 1992
| Kandidaten           | Kandidaten    | Parteien           | Stimmen | %    |
| -------------------- | ------------- | ------------------ | ------- | ---- |
|                      | Paul Flynn    | Labour Party       | 24.139  | 53,6 |
|                      | Andrew Taylor | Conservative Party | 16.360  | 36,3 |
|                      | John Toye     | Liberal Democrats  | 3.907   | 8,7  |
|                      | Peter Keelan  | Plaid Cymru        | 653     | 1,4  |
| Gesamt               | Gesamt        | Gesamt             | 45.059  | 100  |
|                      |               |                    |         |      |
| Quelle: UK Parlament |               |                    |         |      |

### Parlamentswahl 1997
| Kandidaten           | Kandidaten       | Parteien              | Stimmen | %    |
| -------------------- | ---------------- | --------------------- | ------- | ---- |
|                      | Paul Flynn       | Labour Party          | 24.331  | 60,5 |
|                      | Peter Clarke     | Conservative Party    | 9.794   | 24,4 |
|                      | Stanley Wilson   | Liberal Democrats     | 3.907   | 9,7  |
|                      | Andrew Thompsett | Referendum Party      | 1.199   | 3,0  |
|                      | Huw Jackson      | Plaid Cymru           | 648     | 1,6  |
|                      | Hugh Hughes      | UK Independence Party | 323     | 0,8  |
| Gesamt               | Gesamt           | Gesamt                | 40.202  | 100  |
|                      |                  |                       |         |      |
| Quelle: UK Parlament |                  |                       |         |      |

### Parlamentswahl 2001
| Kandidaten           | Kandidaten       | Parteien               | Stimmen | %    |
| -------------------- | ---------------- | ---------------------- | ------- | ---- |
|                      | Paul Flynn       | Labour Party           | 18.489  | 52,7 |
|                      | William Morgan   | Conservative Party     | 9.185   | 26,2 |
|                      | Veronica Watkins | Liberal Democrats      | 4.095   | 11,7 |
|                      | Anthony Salkeld  | Plaid Cymru            | 2.510   | 7,2  |
|                      | Hugh Hughes      | UK Independence Party  | 506     | 1,4  |
|                      | Terrance Cavill  | British National Party | 278     | 0,8  |
| Gesamt               | Gesamt           | Gesamt                 | 35.063  | 100  |
|                      |                  |                        |         |      |
| Quelle: UK Parlament |                  |                        |         |      |

### Parlamentswahl 2005
| Kandidaten           | Kandidaten      | Parteien                         | Stimmen | %    |
| -------------------- | --------------- | -------------------------------- | ------- | ---- |
|                      | Paul Flynn      | Labour Party                     | 16.021  | 44,8 |
|                      | William Morgan  | Conservative Party               | 10.563  | 29,6 |
|                      | Nigel Flanagan  | Liberal Democrats                | 6.398   | 17,9 |
|                      | Anthony Salkeld | Plaid Cymru                      | 1.278   | 3,6  |
|                      | Hugh Hughes     | UK Independence Party            | 848     | 2,4  |
|                      | Peter Varley    | Green Party of England and Wales | 540     | 1,5  |
|                      | Saeid Arjomand  | unabhängig                       | 84      | 0,2  |
| Gesamt               | Gesamt          | Gesamt                           | 35.732  | 100  |
|                      |                 |                                  |         |      |
| Quelle: UK Parlament |                 |                                  |         |      |

### Parlamentswahl 2010
| Kandidaten           | Kandidaten        | Parteien                         | Stimmen | %    |
| -------------------- | ----------------- | -------------------------------- | ------- | ---- |
|                      | Paul Flynn        | Labour Party                     | 16.389  | 41,3 |
|                      | Matthew Williams  | Conservative Party               | 12.845  | 32,3 |
|                      | Veronica German   | Liberal Democrats                | 6.587   | 16,6 |
|                      | Timothy Windsor   | British National Party           | 1.183   | 3,0  |
|                      | Hugh Hughes       | UK Independence Party            | 1.144   | 2,9  |
|                      | Jeff Rees         | Plaid Cymru                      | 1.122   | 2,8  |
|                      | Pippa Bartolotti  | Green Party of England and Wales | 450     | 1,1  |
| Gesamt               | Gesamt            | Gesamt                           | 39.720  | 100  |
|                      |                   |                                  |         |      |
| Ungültige Stimmen    | Ungültige Stimmen | Ungültige Stimmen                | 55      | 0,1  |
| Wähler               | Wähler            | Wähler                           | 39.775  | 64,0 |
| Wahlberechtigte      | Wahlberechtigte   | Wahlberechtigte                  | 62.111  |      |
|                      |                   |                                  |         |      |
| Quelle: UK Parlament |                   |                                  |         |      |

### Parlamentswahl 2015
| Kandidaten           | Kandidaten        | Parteien                         | Stimmen | %    |
| -------------------- | ----------------- | -------------------------------- | ------- | ---- |
|                      | Paul Flynn        | Labour Party                     | 16.633  | 41,2 |
|                      | Nick Webb         | Conservative Party               | 13.123  | 32,5 |
|                      | Gordon Norrie     | UK Independence Party            | 6.134   | 15,2 |
|                      | Simon Coopey      | Plaid Cymru                      | 1.604   | 4,0  |
|                      | Ed Townsend       | Liberal Democrats                | 1.581   | 3,9  |
|                      | Pippa Bartolotti  | Green Party of England and Wales | 1.272   | 3,2  |
| Gesamt               | Gesamt            | Gesamt                           | 40.347  | 100  |
|                      |                   |                                  |         |      |
| Ungültige Stimmen    | Ungültige Stimmen | Ungültige Stimmen                | 76      | 0,2  |
| Wähler               | Wähler            | Wähler                           | 40.423  | 65,1 |
| Wahlberechtigte      | Wahlberechtigte   | Wahlberechtigte                  | 62.137  |      |
|                      |                   |                                  |         |      |
| Quelle: UK Parlament |                   |                                  |         |      |

### Parlamentswahl 2017
| Kandidaten           | Kandidaten          | Parteien                         | Stimmen | %    |
| -------------------- | ------------------- | -------------------------------- | ------- | ---- |
|                      | Paul Flynn          | Labour Party                     | 22.723  | 52,3 |
|                      | Angela Jones-Evans  | Conservative Party               | 17.065  | 39,3 |
|                      | Stan Edwards        | UK Independence Party            | 1.100   | 2,5  |
|                      | Morgan Bowler-Brown | Plaid Cymru                      | 1.077   | 2,5  |
|                      | Sarah Lockyer       | Liberal Democrats                | 976     | 2,2  |
|                      | Pippa Bartolotti    | Green Party of England and Wales | 497     | 1,1  |
| Gesamt               | Gesamt              | Gesamt                           | 43.438  | 100  |
|                      |                     |                                  |         |      |
| Ungültige Stimmen    | Ungültige Stimmen   | Ungültige Stimmen                | 1.080   | 2,4  |
| Wähler               | Wähler              | Wähler                           | 44.518  | 69,1 |
| Wahlberechtigte      | Wahlberechtigte     | Wahlberechtigte                  | 64.399  |      |
|                      |                     |                                  |         |      |
| Quelle: UK Parlament |                     |                                  |         |      |

### Nachwahl 2019
Die Wahl fand am 4. April statt.
| Kandidaten                       | Kandidaten           | Parteien                         | Stimmen | %    |
| -------------------------------- | -------------------- | -------------------------------- | ------- | ---- |
|                                  | Ruth Jones           | Labour Party                     | 9.308   | 39,6 |
|                                  | Matthew Evans        | Conservative Party               | 7.357   | 31,3 |
|                                  | Neil Hamilton        | UK Independence Party            | 2.023   | 8,6  |
|                                  | Jonathan Clark       | Plaid Cymru                      | 1.185   | 5,0  |
|                                  | Ryan Jones           | Liberal Democrats                | 1.088   | 4,6  |
|                                  | Amelia Womack        | Green Party of England and Wales | 924     | 3,9  |
|                                  | June Davies          | Renew Britain                    | 879     | 3,7  |
|                                  | Richard Suchorzewski | Abolish the Welsh Assembly Party | 205     | 0,9  |
|                                  | Ian McLean           | Social Democratic Party          | 202     | 0,9  |
|                                  | Philip Taylor        | Democrats and Veterans           | 185     | 0,8  |
|                                  | Hugh Nicklin         | For Britain Movement             | 159     | 0,7  |
| Gesamt                           | Gesamt               | Gesamt                           | 23.515  | 100  |
|                                  |                      |                                  |         |      |
| Wahlberechtigte                  | Wahlberechtigte      | Wahlberechtigte                  | 63.623  |      |
|                                  |                      |                                  |         |      |
| Quelle: House of Commons Library |                      |                                  |         |      |

### Parlamentswahl 2019
| Kandidaten           | Kandidaten        | Parteien                         | Stimmen | %    |
| -------------------- | ----------------- | -------------------------------- | ------- | ---- |
|                      | Ruth Jones        | Labour Party                     | 18.977  | 43,7 |
|                      | Matthew Evans     | Conservative Party               | 18.075  | 41,6 |
|                      | Ryan Jones        | Liberal Democrats                | 2.565   | 5,9  |
|                      | Cameron Edwards   | Brexit Party                     | 1.727   | 4,0  |
|                      | Jonathan Clark    | Plaid Cymru                      | 1.187   | 2,7  |
|                      | Amelia Womack     | Green Party of England and Wales | 902     | 2,1  |
| Gesamt               | Gesamt            | Gesamt                           | 43.433  | 100  |
|                      |                   |                                  |         |      |
| Ungültige Stimmen    | Ungültige Stimmen | Ungültige Stimmen                | 130     | 0,3  |
| Wähler               | Wähler            | Wähler                           | 43.563  | 65,4 |
| Wahlberechtigte      | Wahlberechtigte   | Wahlberechtigte                  | 66.657  |      |
|                      |                   |                                  |         |      |
| Quelle: UK Parlament |                   |                                  |         |      |